# إس إس أرخميدس
أس أس أرخميدس (بالإنجليزية: SS Archimedes) هي سفينة بخارية صنعت في بريطانيا عام 1839 تشتهر بكونها أول سفينة بخارية في العالم تستخدم مروحة دافعة. كان لهذه السفينة تأثيرا كبيرا على تطور السفن، حيث دفعت بالبحرية الملكية البريطانية للاعتماد على المروحة الدافعة، بالإضافة إلى تأثيرها على السفن التجارية. كما كان لهذه السفينة تأثيرا مباشرا في تصميم سفينة مبتكرة أخرى هي إسامبارد كينجدم برونيل والتي كانت أكبر سفينة في العالم في وقتها وأول سفينة بخارية ذات مروحة دافعة تعبر المحيط الأطلسي.

## خلفية
يعود مبدأ تحريك المياه بواسطة مروحة دافعة لولبية لاختراع لولب أرخميدس (الذي عاش في القرن الثالث قبل الميلاد). لكنّ اختراع المحرك البخاري في القرن الثامن عشر كان نقطة تحول إذا أصبح هناك طريقة عملية لتوليد طاقة كافية لتحريك موحة لولبية للاستخدامات المائية. إلا أن المحاولات الأولى لبناء مثل هذه السفن فشلت.
في عام 1807، دشّنت أول سفينة تجارية تسير بالبخار، وهي سفينة نورث ريفر البخارية والذي صممها المهندس والمخترع روبرت فلتون. استخدمت عجلات تبديل في تحريك هذه السفينة بدلا من المراوح الدافعة، مما جعل من هذه العجلات ميكانيكية الدفع الشائعة في السفن البخارية الأولى. استمرت التجارب على استخدام المرواح اللولبية الدافعة في تحريك السفن وصدرت العديد من براءات الاختراع حولها ما بين 1750 وثلاثينات القرن التاسع عشر لسفن بحرية تعمل بمراوح لولبية. لكن القلة من المخترعين الذين تابعوا اختباراتهم على هذه الميكانيكية الجديدة وجدوا أنها غير فعّالة لأسباب مختلفة.

### إريكسون وسميث
في عام 1835، بدأ مخترعان في بريطانيا، هما جون إريكسون وفرانسيس بتيت سميث، بالعمل بشكل منفصل على هذه المشكلة. كان سميث مزارعا معجبا بفكرة المروحة اللولبية، وحصل على براءة اختراع في 31 مايو من نفس العام. أما إريكسون، والذي كان مهندسا سويديا موهوبا يعمل في بريطانيا، فقد تقدم بطلب براءة اختراع بعد سميث بستة أسابيع.
بنى سميث قاربا صغيرا ليجرّب اختراعه. بداية عمل تجاربه في بركة صغيرة في مزرعته في هندون ثم في معرض أديلايد الملكي للعلوم العملية في لندن. وهناك شاهدها الأمين العام للبحرية، السير وليام بارو. ثم حصل سميث على دعم من مصرفي لندني اسمه رايت، فبنى قاربا بطول 10 أمتار وقدرة 6 حصان ووزن 6 أطنان، أسماه «فرانسيس سميث»، زوّده بدافع خشبي من تصميمه. عرض سميث عمل قاربه على قناة بادينغتون ما بين نوفمبر 1836 وسبتمبر 1837. وحدث أثناء تشغيل القارب في فبراير 1837 أن تلفت لفة من لفتي المروحة، فبقي يعمل بلفة واحدة. تفاجأ سميث أن المحرك المكسور بلفة واحدة كان يحرك القارب أسرع بمرتين من المحرك الكامل، حيث زادت السرعة من 4 إلى 8 أميال في الساعة. على إثر هذا، قدم سميث براءة اختراع جديدة عدّل فيها تصميمه بناء على اكتشافه العرضي هذا.
في نفس الفترة، كان إريكسون يجري تجاربه الخاصة. فبنى في عام 1837 قاربا طوله 15 مترا مدفوع بمروحة لولبية، اسماه „فرانسيس ب أوغدون” على اسم القنصل الأمريكي في ليفربول والذي كان يدعم إريكسون. في صيف 1837 عرض إريكسون قاربه في نهر التايمز لمجموعة من كبار الأميرالية البريطانية ضمّت مساح البحرية السير ويليام سايموندز.  وصلت سرعة القارب 10 أميال في الساعة، وهي سرعة قريبة من سرعة القوارب البخارية الشائعة في ذلك الوقت والتي تستخدم عجلات التبديل. لم ينل الاختراع الجديد استحسان سايموندز ومن معه. وكان رأي الأميرالية أن هذه الآلية لن تعمل بكفاءة على السفن التي تسير في المحيط، فيما قال سايموندز بأن آلية توجيه السفن المزودة بمروحة لولبية ليست فعّالة. بعد عدم قبوله اختراعه، بنى إريكسون قاربا ثانيا أكبر بمروحة لولبية، أسماه «روبرت ف ستوكتن»، وجعله يبحر إلى الولايات المتحدة في عام 1839. ذاع صيت إريكسون بعد ذلك بقليل كمصمم أول سفينة حربية بمروحة لولبية لصالح البحرية الأمريكية، وهي سفينة يو أس أس برينستون.
وعلى ما يبدو، فقد علم سميث برأي البحرية البريطانية بعدم صلاحية الدافع اللولبي لتسيير السفن في البحار، فصمم على إثبات خطأ هذا الاعتقاد. في سبتمبر 1837، أرسل قاربه الصغير، والذي زوده بمروحة دفع لولبية حديدية بلفة واحدة، إلى البحر لينطلق من بلاكويل في لندن إلى هيذ في كنت، متوقفا في رامزغيت ودوفر وفكستن. في طريق العودة إلى لندن، شاهد ضّاطا من البحرية الملكية السفينة تبحر في جو عاصف، مما أعاد اهتمام الأميرالية بهذه التكنولوجيا. تشجع سميث على بناء سفينة بحجم كامل ليوضّح فعالية آليته بشكل قاطع. وبالفعل، فقد حصل على دعم مادي كافي من عدد من المستثمرين من بينهم المصرفي رايت، وشركة جاي وجي ريني الهندسية. أسس المستثمرون شركة جديدة باسم «شركة دفع السفن» (بالإنجليزية: Ship Propeller Company). كان الاسم المقترح بداية للسفينة «دافع» (Propeller)، لكن اتفق في النهاية على تسميتها أرخميدس، على اسم المخترع اليوناني الشهير.

## التصميم والبناء

### المعدات
واجه سميث بعض الصعوبات في بداية الأمر لتدّبر أمر تصنيع المحركات للسفينة، حيث شكّلت المروحة اللولبية تحديات تقنية جديدة نوعا ما. في نهاية المطاف، وافقت شركة جاي وجي ريني الهندسية الرائدة على تصميم وتزويد المحركات، كما اقتنعت بالاستثمار ماديا في السفينة وفي هذه التكنولوجيا الجديدة.
احتوى كلا من المحركين المتماثلين للسفينة على أسطوانات بقطر 94 سم (37 إنش) وبطول شوط 91 سم (3 قدم)، مزودان بذلك قدرة إسمية 80 حصانا، وقدرة فعلية 60 حصان. كانت المحركات تعمل بدوران 26 دورة في الدقيقة كانت تحرك الدافع، عن طريق تروس، بدوران 140 دورة في الدقيقة. أما المراجل فشغّلت بضغط 6 رطل لكل قدم مربع. وقد ركبت المحركات في أوائل 1839 بعد تدشين السفينة في أكتوبر 1838.

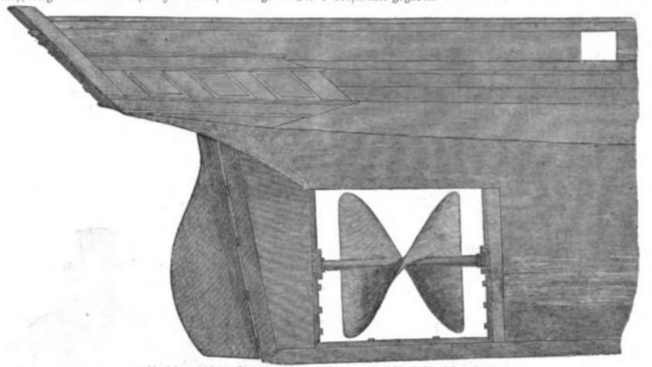
المروحة الدافعة لسفينة أس أس أرخميدس

شكلت التروس بعض التحديات التقنية. ربط سميث المحركات بالمروحة من خلال عجلات مهمازية وتروس داخلية، صنعت أسنان أكبر هذه التروس من شحب الشرد (وهو خشب أبيض يستخدم عادة في تروس الطواحين الهوائية). لكن منظومة التروس هذه كانت ذات ضجيج عالي جدا، مما عرض مؤخرة السفينة لاهتزازات كبيرة. كان سميث ينوي تغيير هذه التروس بتروس لولبية، ولكن من غير المؤكد إذا كان قد نفذ نيته هذه بالفعل أم لا.
المروحة نفسها كانت مصنوعة من صفيحة من الحديد بمقاس 13×23 سم (5×9 إنش) وشكلت مسمارا لولبيا بلفة كاملة (°360)، أحادي الفرزة بلفة واحدة (كما ذكر سابقا عندما أعاد سميث تصميم مروحته في براءة اختراعه الجديدة عام 1836). وبعد دخول السفينة الخدمة، أُدخلت عدة تعديلات على تصميم المروحة كان أهمها تعديل الفرزة لثنائية بدلا من أحادية مع نصف لفة بدلا من لفة كاملة، وتقسيم اللولب الأصلي ذو المسمار بلفة كاملة إلى شفرتين منفصلتين. وقد أضيفت للمروحة خاصية كونها قابلة للسحب إلى داخل السفينة بشكل كامل للتخفيف من قوة الممانعة عند الإبحار بالأشرعة. وكان إدخال المروحة يستغرق حوالي 15 دقيقة.

## تاريخ الخدمة
أبحرت أرخميدس لأول مرة من لندن إلى شيرنيس بالقرب من مصب نهر التايمز في 2 مايو 1839. في 15 من الشهر نفسه، بدأت أول رحلة بحرية من غرايفسيند إلى بورتسماوث، وقد قطعت الرحلة بسرعة عالية بلغت 10 عقد وهو أكثر مما كان متوقعا لها. عند وصولها بورتسماوث، اختبرت أرخميدس بنجاح بواسطة إحدى أسرع سفن الأميرالية في ذلك الوقت، إتس إم أر سي فولكان، بحضور بعض كبار المسؤولين في البحرية والذين أعجبوا بأداء أرخميدس.

### الأعطال وإعادة تصميم المروحة
بعض اختبارها، بدأت أرخميدس رحلة العودة إلى لندن. في أثناء هذه الرحلة انفجر مرجل السفينة، والذي لم يكن مزودا بمقياس ضغط ولا صمامات أمان، ما أدى إلى مقتل المهندس الثاني وإلى حروقات لعدد من الطاقم. توقفت السفينة بعدها لمدة خمسة أشهر للإصلاح في حوض ويمزهرست.
بعد تشغيلها من جديد، وافق سميث على دعوة الحكومة الهولندية لإحضار السفينة إلى هولندا ليعرضها هناك. في الطريق إلى تيسل في هولندا انكسر العمود المرفقي للسفينة مما اضطر الطاقم إلى العودة إلى إنجلترا للإصلاحها من قبل شركة ميلر ورايفنهيل وشركائهم. خلال عملية الإصلاح هذه استبدل اللولب الكامل ذو الدورة الواحدة والفرزة الواحدة بلولب ذي نصف دورة بشفرتين منفصلتين. أدى هذا التعديل إلى تخفيف الاهتزازات في مؤخرة السفينة بشكل كبير.

### اختبارات دوفر
بعد هذه التصليحات، رتبت الأميرالية البريطانية مع سميث عمل مجموعة من الاختبارات لأرخميدس في دوفر. عينت الأميرالية القبطان إدوارد تشابل مشرفا على هذه الاختبارات ومسؤولا عن كتابة تقرير بملاحظاته. اختبرت أرخميدس ما بين أبريل ومايو من عام 1840 مقابل أسرع سفن سلاح البحرية، سفن أريل وبيفر وسوالو ويدغون وهي مراسلات ما بين دوفر وكاليه تستخدم عجلات بدالات.
كان أكثر هذه الاختبارات تعبيرا هي تلك التي خيضت ضد سفينة ويدغون، والتي بالإضافة إلى كونها أسرع السفن الأربع، كانت أقربها حجما وقوة من أرخميدس. ومع أن ويدغون كانت أسرع قليلا من أرخميدس في المياه الهادئة، إلى أن تشابل خلص بأن نسبة القدرة إلى الوزن لأرخميدس كانت أقل، وبأن المروحة اللولبية وسيلة دفع «بنفس كفاءة، إن لم تتفوق على، على العجلات التقليدية.» كانت أثر هذه الملاحظات كبير، فمن وجهة نظر بحرية، كان يكفي للمرواحة اللولبية أن تثبت أن لها تقريبا نفس كفاءة العجلات في الدفع، كون العجلات تعاني من مشاكل معروفة في الاستخدامات العسكرية. من ضمن هذه المشاكل، كون العجلات مكشوفة لنيران العدو، وأخذها حيزا من جانب السفينة كان يمكن وضع المدافع فيه. فيما بعد، أدى تقرير تشابل إلى اعتماد آلية المرواح اللولبية في سلاح البحرية.

### الدوران حول بريطانيا ورحلات أخرى
مع انتهاء اختبارات دوفر، وضعت أرخميدس تحت إمرة القبطان تشابل ليدور بها حول بريطانيا، وهو ما قام به في يوليو 1840. وسمحت هذه الفرصة بمزيد من الاختبارات لقدرات السفينة بالإضافة إلى عرض هذه التكنولوجيا الجديدة على ملاك السفن والمهندسين والعلماء في موانئ البلاد المختلفة. أتمت أرخميدس رحلة الـ 3280 كم بسرعة متوسطة بلغت 7 أميال في الساعة وبسرعة قصوى في الظروف المثالية بلغت 10.9 ميل في الساعة.
بعد انتهاء رحلتها حول بريطانيا، قطعت أرخميدس المسافة بين بلايماوث وأوبورتو في البرتغال بزمن قياس بلغ 68 ساعة ونصف. ثم أكملت السفينة رحلاتها إلى أنتويرب ثم أمستردام عبر قناة شمال هولندا، وثم إلى موانى عدة في القارة مشعلة الحماسة لآلية الدفع الجديدة في كل مكان.

### الإعارة إلى برونل

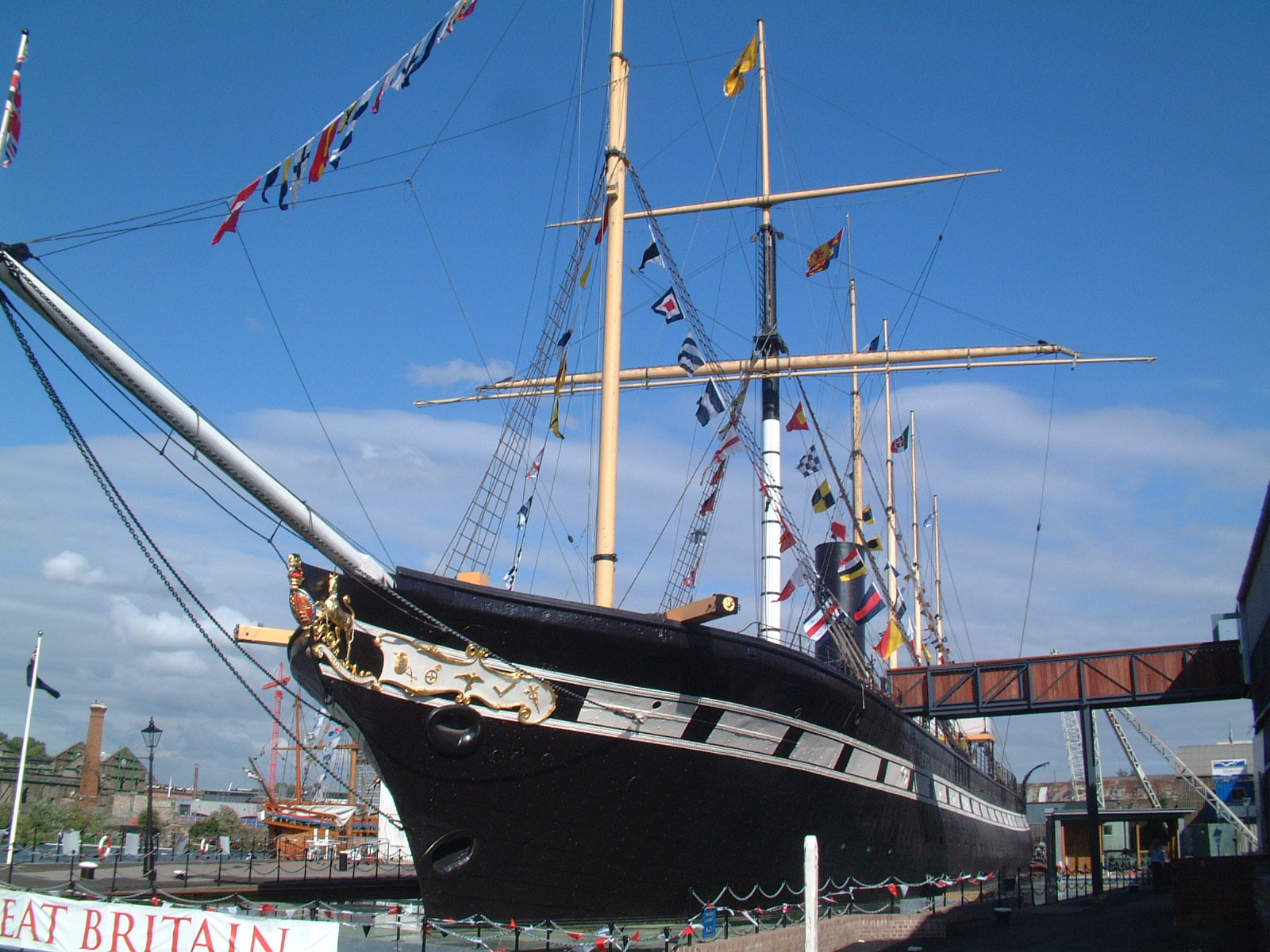
أس أس بريطانيا العظمى في ميناء بريستول. زودت السفينة بمروحة لولبية كنتيجة لاختبارات أرخميدس.

بعد عودة أرخميدس إلى إنجلترا، وافق سميث على إعارتها لعدة أشهر إلى شركة السفن البخارية الغربية الكبرى (بالإنجليزية: Great Western Steamship Company) والتي كانت تبني واحدة من أكبر سفن العالم البخارية، سفينة أس أس بريطانيا العظمى. استغل كبير المهندسين في الشركة، إسمبارد كينغدوم برونل، الفرصة لاختبار عدة مراوح على أرخميدس لمعرفة أكثر التصاميم كفاءة، فوجد أن تصميم مروحة بأربع شفرات تقدم به سميث كان أكفاؤها.
أدت تجارب برونل إلى التوصية لشركته بتبني المروحة اللولبية في سفينة بريطانيا العظمى. ويمكن تلخيص ميزات هذا التصميم التي ذكرها برونل كما يلي:
- كان تصميمها أخف وزنا مما يزيد من كفاءة الوقود.
- يمكن إبقاء نظام المروحة على ارتفاع أخفض في الهيكل مما يخفض من مركز الكتلة للسفينة ويجعلها أكثر ثباتا في الأحوال العاصفة.
- نتيجة لأخذها حيزا أصغر، يمكن استغلال ما يتوفر من حيز للبضائع والحمولة.
- التخلص من تروس البدالات الكبيرة يقلل من المقاومة في الماء ويجل مناورات السفينة أسهل في الممرات الضيقة.
- مقدار غمر العجلات يتغير باستمرار بناء على حمولة السفينة وحركة الأمواج، بالمقابل فالمروحة اللولبية تبقى مغمورة دائما فتعمل بكفاءة كاملة في جميع الأوقات.
- آليات تحريك المروحة اللولبية أرخص.

مع هذه التبريرات استطاع برونل في ديسمبر 1840 أن يقنع شركة بريطانيا العظمى للسفن البحرية لتبني الآلية الجديدة في سفينة بريطانيا العظمى لتكون أول سفينة بخارية عابرة للأطلسي مدفوعة بمروحة لولبية.
لسوء الحظ، قرر برونل ألا يستخدم تصميم سميث للمروحة وأن يستخدم مروحة بست شفرات من تصميمه هو. إلّا أن هذا هذا التصميم فشل وكبّد الشركة خسائر كبيرة.

### المهام اللاحقة
كان سميث وزملاؤه يأملون أن يبيعوا أرخميدس للبحرية البريطانية، وهو ما لم يحدث. باعت شركة دفع السفن السفينة إلى شركة تجارية. وقدرت خسارة الشركة بحوالي 50,000 جنيها استرلينيا على أرخميدس، وصفيت الشركة في نهاية الأمر.
لا توجد معلومات كافية عن عمل السفينة بعد ذلك. ارتطمت السفينة بالأرض عند بيتشي هيد في عام 1840. واختفت من سجلات لويد في عام 1845، لكنها ظهرت مرة أخرى في 1847 بعد عملية صيانة شاملة. أزيلت محركاتها وعدتها في تاريخ غير معروف في سندرلاند، واستمرت بعدها بالخدمة كسفينة شراعية. في عام 1852 جددت أشرعتها وحبالها، ولكنها اختفت من السجلات بعد عام أو عامين من ذلك.
يزعم بأن أرخميدس، أثناء محاولتها العودة للميناء خلال عاصفة في 1 مارس 1864، ارتطمت بحيز رملي عند مصب نهر الميز في هولندا، وغرقت هناك. وقد أنقذ كافة طاقمها من قبل منقذين محليين.

## أثرها
بالرغم من كون تبني استخدام المرواح اللولبية أمرا حتميا نتيجة لاشتغال جون إريكسون وأخرون عليها، فإن أرخميدس سرعت تقبّل هذه التكنولوجيا بشكل كبير. اختبارات دوفر ما بين أبريل ومايو 1840 أقنعت البحرية الملكية ببناء حرّاقة بخارية تزن 900 طنا، اسمها إتس أم أس راتل، والتي اختبرت ضد سفينة  أتش أم أس ألكتو، وهي سفينة مزودة بعجلات بدالة، الشقيقة ما بين عامي 1843 و1845. أدت هذه الاختبارات إلى تبين البحرية الملكية للمروحة اللولبية كآلية مفضلة للدفع في سفنها. وبحلول عام 1855 جهزّت 174 سفينة من البحرية الملكية بمرواح لولبية.
كما تبنى بعض التجار بسرعة هذه الآلية الجديدة. في عام 1840، بنى ويمزهيرست سفينة ثانية بمروحة دافعة، وهي سفينة نوفالتي ذات الـ 300 طن، وهي أول سفينة شحن مزودة بمروحة دافعة تقوم برحلة تجارية. وفي عام 1841، بُنيت سفينة برينسس رويال في شمال إنجلترا، وهي سفينة ركاب بخارية صغيرة مزودة بمروحة من براءة اختراع سميث. وفي العام التالي بنيت العديد من السفن بمراوح لولبية وشغّلت في بريطانيا بما فيها بدلينغتون (بنيت في جنوب شيلدز)، وبي (أطلقت في تشاذام)، وغريت نورثن (أطلقت في ديري، وهي أكبر سفينة بنيت في إيرلندا حتى ذلك الوقت). بعد ذلك نمى عدد السفن المزودة بمراوح لولبية باطّراد. فعندما بنت كونارد لاين سفينة بريشيا المزودة بعجلات بدالات في عام 1856 لتعمل عبر المحيط الأطلسي، كانت البدالات قد أصبحت أمرا أثريا.

وبالرغم من من أن سميث لعب دورا كبير في تقديم المرواح الدافعة، إلا أنه خسر ماديا في هذا المشروع واضطر للعودة إلى الزراعة. فيما بعد، كرّم سميث على مساهماته، فكان أحد خمسة مخترعين أعطوا مكافأة مقدارها 4000 جنية استرليني من قبل مجلس العموم على اختراعاته في مجال الدفع المائي. وفي عام 1858 أقام مجموعة من الداعمين عشاء تكريميا قُدّم فيه لسميث درعا فضيا، وقدرا من النبيذ، واشتراكا (بقيمة كلية 2,678 جنيها استرلينيا). وفي عام 1860، عين سميث مشرفا على متحف مكتب براءات الاختراع في جنوب كينسينغتون. وفي عام 1871 حصل على لقب فارس.
1. ↑  Nicholas Procter Burgh (1869). A practical treatise on modern screw-propulsion (بالإنجليزية). Oxford University. E. and F.N. Spon.